# Ciocile
Ciocile – wieś w Rumunii, w okręgu Braiła, w gminie Ciocile. W 2011 roku liczyła 1998 mieszkańców.